# Retevisión
Retevisión est une entreprise de télécommunications, filiale d'Abertis depuis 2003, chargée de transmettre les signaux de télévision et de radio en Espagne. 
Elle a en outre été pendant quelques années un opérateur de téléphonie fixe et mobile et un fournisseur internet.

## Histoire
Entreprise publique, Retevisión naît en 1989 de la scission de la société publique nationale Radiotelevisión Española. Sa mission est alors de transmettre les signaux de télévision et de radio sur l'ensemble du territoire espagnol.
En 1996, le gouvernement du Parti populaire décide de libéraliser le marché espagnol de la téléphonie fixe et accorde une licence à Retevisión. L'entreprise devient une société anonyme et sera par la suite entièrement privatisée. En 1997, le siège de la société est transféré de Madrid à Barcelone, où il restera. La même année, Retevisión est rachetée par Telecom Italia et par les producteurs et distributeurs d'électricité espagnols Endesa et Union Fenosa. Le lancement commercial de Retevisión comme opérateur de téléphonie fixe a lieu en janvier 1998. La société opère alors sans réseau propre et les usagers de Retevisión raccordés au réseau de Telefónica doivent composer le préfixe 050, changé par la suite par le 1050. Au début, seuls des appels vers d'autres provinces espagnoles sont possibles mais en septembre 1998, avec la libéralisation progressive du marché et l'ouverture de la boucle locale, les appels à l'intérieur d'une même province deviennent également possibles.
La même année, Retevisión achète Servicom et RedesTB, deux entreprises espagnoles pionnières dans le domaine d'internet, et devient également fournisseur d'accès à Internet sous le nom d'Iddeo. Initialement, Iddeo fournit ses services autant aux particuliers qu'aux entreprises mais, quelques mois plus tard, Alehop, une nouvelle filiale, est créée pour gérer les services aux particuliers. Par la suite, Alehop devient EresMas et sera le premier fournisseur en Espagne à proposer un accès illimité à internet. 
En juin 1998, Retevisión obtient une licence pour la téléphonie mobile et devient active dans cette branche l'année suivante sous le nom d'Amena, à travers sa filiale Retevisión Móvil.
En été 2000, Retevisión lance le service Iddeo ADSL pour les entreprises.
Au Pays basque, Euskaltel garde son monopole face à Retevisión en ce qui concerne la téléphonie fixe et la transmission de signaux de radio et de télévision. Malgré tout, Amena y offre ses services de téléphonie mobile, mais sous le nom d'Euskaltel Móvil.
En 2002, Retevisión est racheté par Grupo Auna et sa filiale de téléphonie fixe prend le nom de Auna en fusionnant avec AunaCable, l'opérateur de téléphonie du groupe.
La filiale de Retevisión s'occupant de la transmission des signaux de radio-télévision est vendue par le Groupe Auna en 2003 à Abertis, qui conserve son nom.
En 2005, le Groupe Auna cède Amena à France Télécom et AunaCable au fournisseur espagnol ONO. En 2006, France Télécom décide de fusionner Amena et Wanadoo (téléphonie fixe) à Orange.